# Baungon
Baungon is een gemeente in de Filipijnse provincie Bukidnon op het eiland Mindanao. Bij de laatste census in 2007 had de gemeente bijna 30 duizend inwoners.

## Geografie

### Bestuurlijke indeling
Baungon is onderverdeeld in de volgende 16 barangays:
| - Balintad - Buenavista - Danatag - Imbatug - Kalilangan - Lacolac - Langaon - Liboran | - Lingating - Mabuhay - Mabunga - Nicdao - Pualas - Salimbalan - San Miguel - San Vicente |

## Demografie
Baungon had bij de census van 2007 een inwoneraantal van 29.757 mensen. Dit zijn 3.062 mensen (11,5%) meer dan bij de vorige census van 2000. De gemiddelde jaarlijkse groei komt daarmee uit op 1,51%, hetgeen lager is dan het landelijk jaarlijks gemiddelde over deze periode (2,04%). Vergeleken met de census van 1995 is het aantal mensen met 7.140 (31,6%) toegenomen.

De bevolkingsdichtheid van Baungon was ten tijde van de laatste census, met 29.757 inwoners op 328,34 km², 90,6 mensen per km².